# C-602
Le C-602 est un missile anti-navire subsonique chinois qui peut également être employé comme missile de croisière pour l'attaque terrestre. Il est aussi désigné YJ-62, pour Ying Ji-62 (en chinois : 鹰击, signifiant « attaque de l'aigle »).

## Historique et développement
Le C-602 fit ses débuts publics en Chine à la fin de l'année 2006, lors du 6e meeting aérien de Zhuhai, même si son nom était déjà connu depuis 2005. Son développement lui-même apparaît remonter à une date assez antérieure, dès 1999, sous le nom de XY-41. Pour beaucoup de sources américaines des années 1990, le missile était déjà connu et avait reçu le surnom de « Silkworm d'attaque terrestre », en référence à la famille de missiles anti-navires chinois très célèbre qui porte le nom de Silkworm.
Il a été autorisé à l'exportation par le gouvernement chinois en 2005.

## Caractéristiques
Propulsé par un turboréacteur, dont l'entrée d'air se situe juste en avant des gouvernes cruciformes, sa vitesse maximale est supérieure à Mach 0.9, mais elle est fortement réduite lorsque le missile doit survoler un terrain accidenté pour accomplir une mission d'attaque terrestre. Son accélération au lancement est procurée par un accélérateur à poudre pesant environ 200 kg. Ses ailes portantes se déploient dès qu'il est lancé. Il peut être lancé depuis des navires, même si l'état de la mer atteint Force 6 (mer très forte). Il survole le terrain à une altitude de 30 m, alors qu'il est capable de raser la surface de l'eau à environ 10 m. Cette altitude diminue encore lorsqu'il est en phase d'attaque finale (7 m).
Il est équipé d'un radar actif de type mono-pulse à sauts de fréquence, d'une portée de détection maximale supérieure à 40 km et pouvant effectuer un accrochage à une distance maximale de 30 km. Son antenne peut effectuer un balayage sur un secteur de ± 40°. Le guidage à mi-course de la version d'exportation est confié à une centrale inertielle, employée en association avec un GPS, tandis que la version utilisée par les chinois eux-mêmes intègre en supplément un récepteur GLONASS et des systèmes de navigations domestiques.
Il est également doté de la capacité d'abandonner sa cible première et de basculer vers une nouvelle plus importante en cours de vol, comme le fait le missile américain Harpoon, mais il reste impossible de déterminer si cette capacité est interne au missile ou si elle est simplement effectuée grâce à une liaison de données, voire par une combinaison des deux.
Une nouvelle version du missile, dotée d'un turbofan, a déjà été conçue, et une version lancée depuis les sous-marins et depuis les airs serait également en cours de développement. Toutefois, ces spéculations restent floues, car de nombreux médias chinois affirment que le missile qu'ils ont vu en photo était plutôt un missile de croisière.

## Évolutions
Lors du 9e meeting aérien de Zhuhai, qui se tenait en novembre 2012, un nouveau membre de la série des C-602 fut révélé au public, désigné CM-602G,. Le CM-602G est un missile de croisière spécialement destiné à l'attaque terrestre, d'une portée de 209 km et armé d'une charge explosive de 480 kg,. Il est destiné à pouvoir engager des cibles jusqu'à 25 km à l'intérieur des terres.
L'une des améliorations majeures de ce missile sur ces prédécesseurs est l'ajout d'une liaison de données, permettant à l'opérateur du tir de changer de cible en plein vol. Le missile reste toutefois utilisable en mode « tire et oublie ». Il peut également être programmé pour voler par bonds successifs, afin d'éviter des reliefs de près de 800 m d'altitude tout en restant caché le reste du temps, ce qui le rend très difficile à intercepter par l'ennemi.

## Versions
- C-602 : Version de base, d'une portée de plus de 400 km ;
- C-602 (export) : Identique version de base mais portée réduite à 280 km, afin de respecter les traités internationaux sur les ventes d'armes ;
- CM-602G : Version exclusivement destinée à l'attaque en profondeur dans les terres. Portée de 290 km. Charge militaire plus importante : 480 kg.

## Utilisateurs

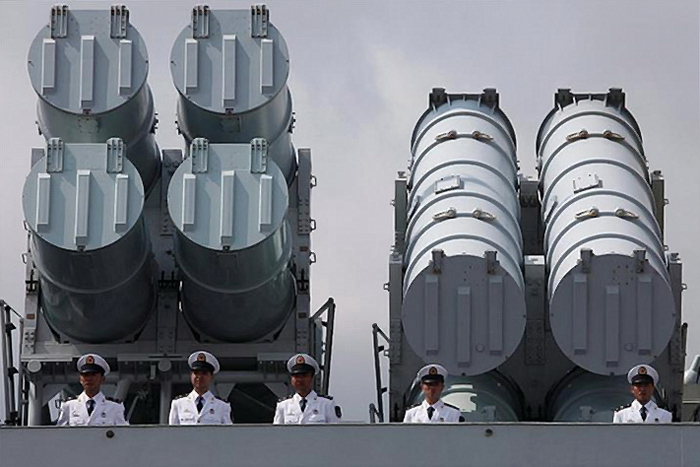
Lanceurs de missiles sur le CNS Haikou (DDG-171).

- Chine : Marine de l'armée de libération du peuple et Armée populaire de libération ;
- Birmanie : Marine birmane[6] ;
- Iran : Forces armées iraniennes ;
- Pakistan : Marine pakistanaise.